# (9781) Jubjubbird
(9781) Jubjubbird (1994 UB1) – planetoida z pasa głównego asteroid okrążająca Słońce w ciągu 3,86 lat w średniej odległości 2,46 j.a. Odkryta 31 października 1994 roku.